# Kyle Rau
Kyle Rau (* 24. Oktober 1992 in Eden Prairie, Minnesota) ist ein US-amerikanischer Eishockeyspieler, der seit Dezember 2024 bei Kunlun Red Star aus der Kontinentalen Hockey-Liga (KHL) unter Vertrag steht und dort auf der Position des Centers spielt. Zuvor war Rau sieben Spielzeiten lang in den Organisationen der Florida Panthers und Minnesota Wild in der National Hockey League (NHL) aktiv. Sein älterer Bruder Chad Rau ist ebenfalls professioneller Eishockeyspieler.

## Karriere
Rau beendete seine Zeit an der High School im Jahr 2011 mit der Auszeichnung zum Minnesota Mr. Hockey als bester High-School-Spieler des Bundesstaates Minnesota. Noch im Verlauf der Spielzeit 2010/11 wechselte der Stürmer in die United States Hockey League, wo er für die Sioux Falls Stampede auflief. Im Sommer 2011 schrieb er sich dann an der University of Minnesota, für deren Eishockeyteam er die folgenden vier Spielzeiten in der Western Collegiate Hockey Association (WCHA) und Big Ten Conference (B1G), beides Divisionen im Spielbetrieb der National Collegiate Athletic Association (NCAA), auflief. Neben zahlreichen individuellen Auszeichnungen gewann Rau mit dem Team der Golden Gophers am Ende der Saison 2014/15 die Meisterschaft der Big Ten Conference.
Nachdem der Angreifer bereits im NHL Entry Draft 2011 in der dritten Runde an 91. Position von den Florida Panthers aus der National Hockey League (NHL) ausgewählt worden war, nahmen ihn diese im März 2015 unter Vertrag. Im restlichen Verlauf der Saison 2014/15 setzen sie den US-Amerikaner bei den San Antonio Rampage, ihrem Farmteam in der American Hockey League (AHL) ein. In sieben Einsätzen sammelte er drei Scorerpunkte. Die Spielzeit 2015/16 verbrachte Rau dann bei Floridas neuem Kooperationspartner Portland Pirates in der AHL, ehe er im Februar 2016 erstmals in den NHL-Kader der Panthers berufen wurde. Diesen Platz behauptete er auch über die Saisonvorbereitung hinaus, sodass er zum Beginn der Saison 2016/17 in Floridas Aufgebot stand. Ende Dezember wurde Rau dann zu den Springfield Thunderbirds in die AHL abkommandiert.
Nach der Spielzeit 2016/17 wurde sein auslaufender Vertrag in Florida nicht verlängert, sodass sich Rau im Juli 2017 als Free Agent den Minnesota Wild anschloss. Dort war er in der Folge fünf Jahre aktiv, bis er im Sommer 2022 keinen weiterführenden Vertrag erhielt. Erst im Oktober desselben Jahres fand der Offensivspieler in den Abbotsford Canucks aus der AHL für eine Spielzeit einen neuen Arbeitgeber. Anschließend blieb der Offensivspieler bis Mitte Dezember 2023 wieder vertragslos, ehe er von Abbotsfords Ligakonkurrenten San Jose Barracuda bis zum Ende der Saison 2023/24 verpflichtet wurde. Nach mehreren Monaten der Vertragslosigkeit fand Rau Ende Dezember 2024 im chinesischen Klub Kunlun Red Star aus der Kontinentalen Hockey-Liga (KHL) einen neuen Arbeitgeber für den Rest der Spielzeit 2024/25.

### International
Für sein Heimatland spielte Rau bei der U20-Junioren-Weltmeisterschaft 2012 in Kanada. Dabei belegte er mit den US-Amerikanern den siebten Platz. Der Stürmer kam in allen sechs Turnierspielen zum Einsatz und verbuchte fünf Scorerpunkte. Darunter befanden sich drei Tore.

## Erfolge und Auszeichnungen
| - 2011 Minnesota Mr. Hockey - 2012 WCHA All-Rookie Team - 2013 WCHA All-Academic Team - 2014 NCAA-Championship All-Tournament Team | - 2014 B1G Second All-Star Team - 2014 NCAA West Second All-American Team - 2015 B1G-Meisterschaft mit der University of Minnesota - 2015 B1G Second All-Star Team |

## Karrierestatistik
Stand: Ende der Saison 2023/24

### International
Vertrat die USA bei:
- U20-Junioren-Weltmeisterschaft 2012

(Legende zur Spielerstatistik: Sp oder GP = absolvierte Spiele; T oder G = erzielte Tore; V oder A = erzielte Assists; Pkt oder Pts = erzielte Scorerpunkte; SM oder PIM = erhaltene Strafminuten; +/− = Plus/Minus-Bilanz; PP = erzielte Überzahltore; SH = erzielte Unterzahltore; GW = erzielte Siegtore; 1 Play-downs/Relegation; Kursiv: Statistik nicht vollständig)